# آخرین تک‌شاخ
آخرین تک‌شاخ (به انگلیسی: The Last Unicorn) نام فیلم انیمیشنی است که در سال ۱۹۸۲ و براساس کتابی از پیتر اس. بیگل به همین نام ساخته شده‌است. فیلمنامهٔ آن را خود پیتر اس. بیگل نوشته و ژول بیس و آرتور رنکین جونیور کارگردانی و تهیه‌کنندگی آن را برعهده داشته‌اند. پویانمایی آخرین تک‌شاخ به وسیلهٔ انیماتورهای ژاپنی صورت گرفته و آهنگسازی و تنظیم آن را جیمی وب انجام داده است. ترانه‌های آن نیز توسط گروه فولک راک آمریکا اجرا شده‌اند. خود فیلم داستان تک‌شاخی است که به ناگاه درمیابد آخرین بازمانده از این نوع است و چون نمی‌تواند این موضوع را باور کند در جستجوی دیگر تک‌شاخ‌ها برمی‌آید و در این راه اتفاقات گوناگونی برایش رقم می‌خورد. انیمیشن آخرین تک‌شاخ در دههٔ ۶۰ خورشیدی با حذف ترانه‌های آن در سینماهای ایران نیز اکران شده‌است.

## داستان
تک شاخی در جنگلی که به خاطر وجودش همواره سرسبز است زندگی می‌کند. روزی پروانه‌ای از آنجا می‌گذرد و به او می‌گوید که آخرین تک‌شاخی است که در این دنیا باقی‌مانده است. او که از این موضوع متعجب شده‌است تصمیم می‌گیرد به جستجوی دیگر تک‌شاخ‌ها بپردازد و در میابد که شاه هاگارد به کمک گاو قرمز تمامی آن‌ها را در دریا زندانی کرده‌است. پس تصمیم به نجات آن‌ها می‌گیرد. در راه گرفتار می‌شود ولی تردستی به نام اشمندریک او را نجات می‌دهد. در طول راه دختری به نام مولی نیز به آندو می‌پیوندد و هر سه به سمت قلعهٔ کینگ هاگارد راه می‌افتند ولی ناگهان گاو قرمز که وجود تک‌شاخ را احساس کرده‌است در مقابلشان ظاهر و به تک‌شاخ حمله‌ور می‌شود. اشمندریک برای نجات یونیکورن متوسل به جادو می‌شود و او را به دختری تبدیل می‌کند. تک‌شاخ که اینک او را لیدی آمالتیا می‌نامند سخت از این تبدیل غمگین می‌شود ولی چاره‌ای جز قبول کالبد جدید خود ندارد. سرانجام هر سه به قصر شاه هاگارد می‌رسند. در آنجا شاهزاده لیر که شوالیه‌ای شجاع و جوانمرد است عاشق آمالتیا (تک‌شاخ) می‌شود ولی دختر از آنجا که یک تک‌شاخ است و تک‌شاخ‌ها فاقد احساسات انسانی هستند توجهی به او نمی‌کند تا اینکه شاهزاده آهنگی برای او می‌خواند و تک‌شاخ سرانجام عشق را در وجودش حس می‌کند؛ ولی او باید دیگر تک‌شاخ‌ها را پیدا کند به ویژه که شاه هاگارد نیز به او ظنین شده‌است. مولی به کمک گربهٔ سخنگو متوجه تونلی مخفی در قصر می‌شود و هر سه به آنجا می‌روند. ناگهان گاو قرمز در برابرشان ظاهر می‌شود. به هنگام فرار پای آمالتیا به شاخه‌ای گیر کرده و بر زمین می‌افتد و اشمندریک شعبده باز دوباره او را تبدیل به تک‌شاخ می‌کند. تک شاخ به سرعت از برابر گاو قرمز دور می‌شود ولی گاو که آتش از تمام وجودش شعله می‌کشد او را دنبال می‌کند. شاهزاده لیر سعی می‌کند به تک‌شاخ کمک کند ولی مورد حملهٔ گاو قرمز قرار گرفته و بیهوش می‌افتد. تک‌شاخ از دیدن این صحنه ناراحت می‌شود و به سمت گاو قرمز که سعی دارد او را به سمت دریا براند حمله می‌کند. سرانجام گاو قرمز مجبور به تسلیم شده و خود وارد دریا می‌شود و با فرورفتن او در آب ناگهان امواج خروشانی پدیدار شده و صدها تک‌شاخ زندانی در داخل دریا آزاد می‌شوند و به خشکی می‌آیند. آن‌ها کاخ هاگارد را ویران کرده و باعث سرنگون شدن او به داخل دریا می‌شوند. بار دیگر تک شاخ‌ها در سرتاسر دنیا پدیدار می‌شوند. ولی تنها یک تک‌شاخ است که با احساساتی انسانی به جنگل خود بازمی‌گردد و او آخرین تک‌شاخ است.

## صداپیشگان
- میا فارو در نقش تک‌شاخ / لیدی آمالتیا
- آلن آرکین در نقش اشمندریک شعبده‌باز
- تمی گریمز در نقش مولی
- جف بریجز در نقش شاهزاده لیر
- کریستوفر لی در نقش شاه هاگارد
- رابرت کلاین در نقش پروانه
- آنجلا لنزبری در نقش مامی فورچونا
- دان مسیک در نقش گربه
- رنه اوبرژونوا در نقش اسکلت
- کینان وین در نقش کاپیتان کولی
- پل فریز در نقش مابروک جادوگر
- نلی بلفلاور در نقش درخت
- برادر تئودور در نقش روک

## گروه تولید
- نویسنده کتاب و فیلمنامه : پیتر اس. بیگل
- کارگردانان : ژول بیس، آرتور رنکین جونیور
- تهیه کنندگان : ژول بیس، آرتور رنکین جونیور، مارتین استارگر، مایکل چیس واکر
- موسیقی : جیمی وب
- تدوین : توموکو کیدا
- مدیر تولید : ماساکی ایزوکا
- جلوه‌های صوتی : تام کلاک، نوریوشی اوهیرا
- دوربین : هیرویاسو اوموتو
- طراحی شخصیت‌ها : لستر آبرامز
- طراحی پس‌زمینه : میتسو ایوازاکی، مینورو نیشیدا، کازوسوکه یوشیهارا
- انیماتورها : ماساهیرو یوشیدا، کازویوکی کوبایاشی، هیدمی کوبو، تاداکاتسو یوشیدا، کایوکو ساکانو، فوکو سوزوکی، یوشیکو ساساکی

## جوایز
- آخرین تک‌شاخ در سال ۱۹۸۳ نامزد دریافت جایزهٔ ساترن برای بهترین فیلم انیمیشن از آکادمی فیلم‌های علمی-تخیلی، فانتزی و ترسناک آمریکا شده‌است.[۲]

## دعوای حقوقی
از سال ۲۰۰۵ تا ۲۰۰۸ پیتر اس. بیگل، نویسندهٔ کتاب و فیلمنامهٔ آخرین تک‌شاخ درگیر دعوایی حقوقی با شرکت انگلیسی گرانادا میدیا اینترنشنال می‌باشد که پس از آی تی سی انترتینمنت در سال ۱۹۹۹ امتیاز پخش این انیمیشن را در اختیار گرفته‌است. بیگل اظهار می‌دارد که در طول ۲۳ سال گذشته سهمی از فروش فیلم به او پرداخت نشده‌است و همینک نیز سودی از فروش دی وی دی‌های آن به او تعلق نمی‌گیرد. در ژوئیهٔ ۲۰۰۶ اخباری مبنی بر مذاکرات دو طرف در این باره در سایت منتشر شد و در اوت ۲۰۰۷ اظهار امیدواری گردید که این مذاکرات نتیجهٔ مثبتی به همراه داشته باشند. ولی در آخرین بروزرسانی سایت مزبور در تاریخ ۳ ژوئن ۲۰۰۸ گفته شده‌است که تاکنون نتیجه‌ای از این مذاکرات حاصل نشده و نتیجه‌بخش بودنشان نیز در هاله‌ای از ابهام قرار دارد.

## صداپیشگان نسخهٔ فارسی
- سرپرست گویندگان و خواننده دکلمه‌ها: خسرو خسروشاهی
- مینو غزنوی: تک شاخ
- ظفر گرایی :تردست
- نصرالله مدقالچی :سلطان هاگارد
- بهرام زند: شاهزاده لیر
- پرویز ربیعی: سردسته تبهکاران
- ناصر احمدی: کاپیتان کالی
- مهدی آژیر: اسکلت قلعه هاگارد
- پرویز نارنجی‌ها: چارلی (پروانه عینکی)
- بدری نورالهی: جادوگر عجوزه
- ناهید شعشعانی: خدمتکار
- محمدعلی دیباج :شکارچی
- محمد بهره‌مندی: شکارچی
- تورج نصر: پیرمرد روستایی، تبهکار
- جواد پزشکیان: پسر عجوزه
- علیرضا بدر طالعی: تبهکار